# Église Saint-André d'Oulu
L'église de Saint-André (en finnois : Pyhän Andreaan kirkko) est une église située dans le quartier de Kaakkuri à Oulu en Finlande. 

## Description

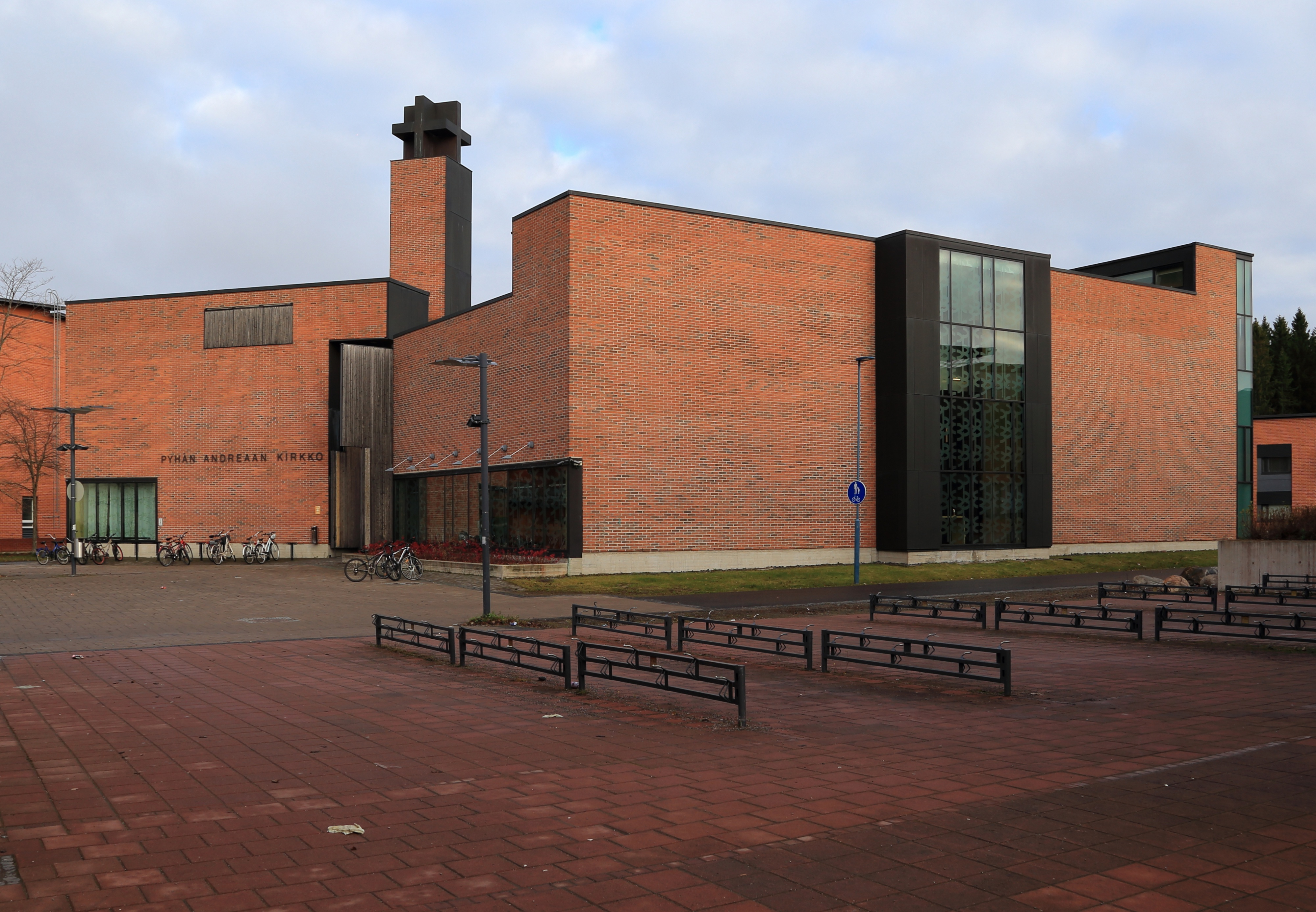
L'église.

L’église de style moderne en briques rouges a été construite entre 2003 et 2004. 
L'édifice a été conçu par l'architecte Janne Pihlajaniemi. 
L'église peut accueillir jusqu'à 500 personnes.
Les dessins en mosaïques au sol et des vitraux de l'église ont été conçus par le graphiste Lauri Rankka. Les textiles d'église sont réalisés par Tiina Toivola.